# Muang Viangkhan
Muang Viangkhan är ett distrikt i Laos.   Det ligger i provinsen Louang Prabang, i den nordvästra delen av landet, 280 km norr om huvudstaden Vientiane.